# 龍憲セラー
龍憲セラー（りゅうけんセラー）は、山梨県甲州市勝沼町下岩崎にある煉瓦造のワイン貯蔵庫である。
明治30年代に土屋龍憲が建設したとされるが、龍憲が貯蔵庫の建設に関わったことを示す資料は未発見であるとも指摘される。「葡萄酒貯蔵庫（龍憲セラー）」として国の登録有形文化財。経済産業省の近代化産業遺産「甲州市のワイン醸造関連遺産」の構成資産。日本遺産「日本ワイン140年史 ～国産ブドウで醸造する和文化の結晶～」の構成文化財。

## 歴史

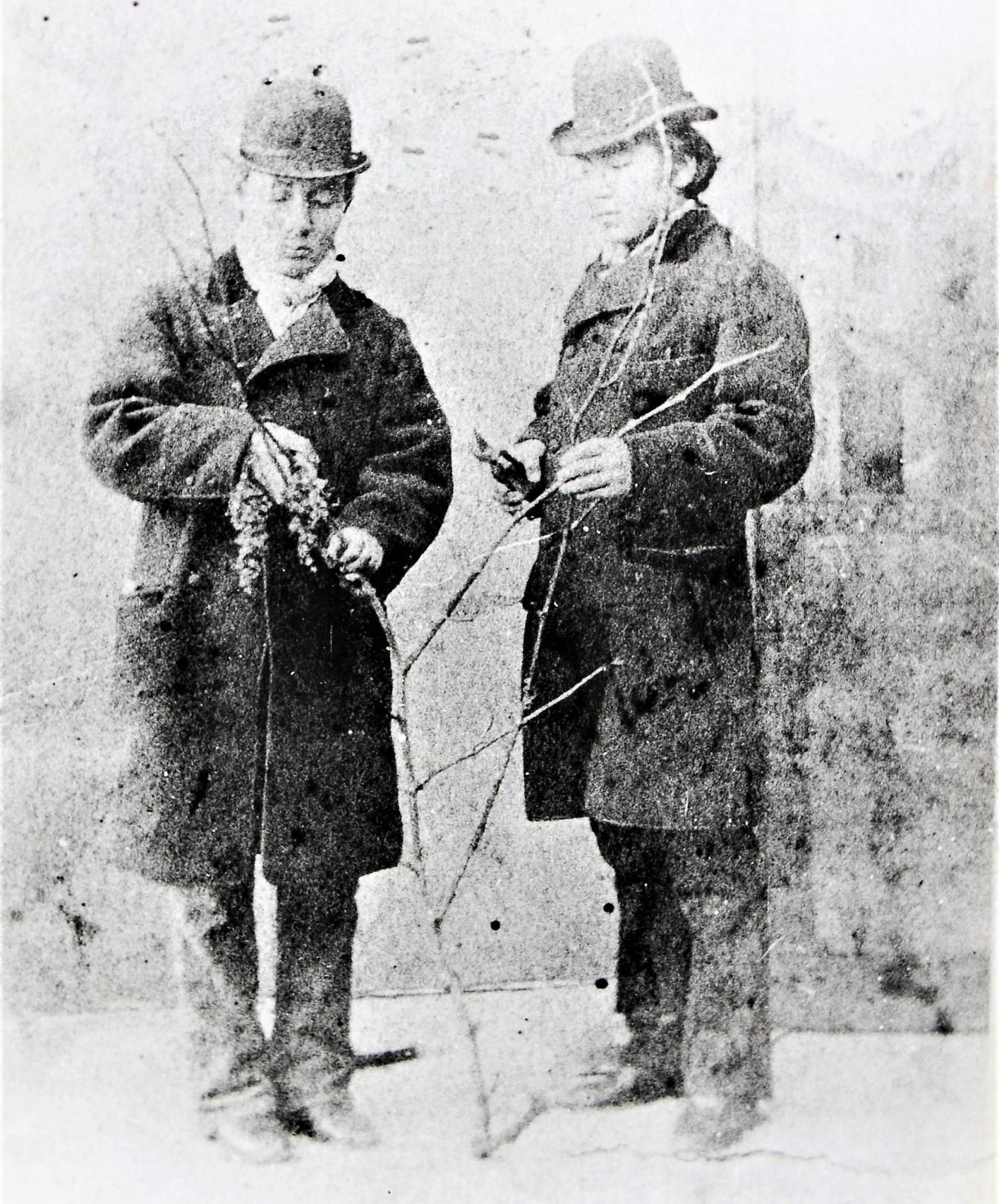
土屋龍憲（右）と高野正誠

1877年（明治10年）、東山梨郡勝沼村に大日本山梨葡萄酒会社が設立された。ヨーロッパのワイン醸造技術を学ぶため、土屋龍憲（助次郎）と高野正誠の2人がフランスに留学した。1879年（明治12年）、フランス留学から帰国した土屋龍憲と高野正誠は、日本酒の酒蔵 を借りてワイン造りを開始した。土屋龍憲は敷地内に煉瓦造で地下式のワインセラーを建設した。質のいいワインがなかなかできなくて悩んだ末、フランスで見たワインセラーと同じ環境で保存してはどうかと考えたとされる。
龍憲セラーに使用されている煉瓦は、1903年（明治36年）に開通した中央本線工事のために近隣地区で生産された煉瓦と似通っている。このことから龍憲セラーの建築年代は、日本葡萄酒合資会社が当地の土地を取得した直後であるとされ、国指定文化財等データベースでは1899年（明治32年）頃とされている。
1996年（平成8年）12月26日、国の登録有形文化財に登録された。2007年（平成19年）には経済産業省の近代化産業遺産（近代化産業遺産群33）「甲州市のワイン醸造関連遺産」の構成資産となった。2020年（令和2年）には日本遺産「日本ワイン140年史 ～国産ブドウで醸造する和文化の結晶～」の構成文化財となった。

## 建築
龍憲セラーは前室と主室から構成されている。前室は割石積みであり、北東側に煉瓦と割石で造られた螺旋階段が設けられている。当初はそこを出入口としていたが、1925年（大正14年）に前室上部にコンクリート天井を施した際、北西側の石積みの一部を取り除いて出入口が新設された。これが現在の出入口である。
前室から奥へ続く主室はすべて煉瓦積みで、アーチ型の入口が設けられ、幅3.7メートル、奥行き11.0メートル、アーチ型の天井までの高さは3.3メートルである。天井部には8か所の通気孔が設けられており、中央部の2孔が建設当初からのもので、両側の6孔は大正期に天然冷蔵庫に改修された時に設置されたものと考えられている。
煉瓦の積み方はイギリス積みで、目測による壁厚が約40センチであることから煉瓦2枚が使用されていると考えられる。また、使用された煉瓦は不揃いで、色やサイズにばらつきが見られるが、これは当時の煉瓦製造技術が十分でなく、過焼成が起きているためであると考えられている。

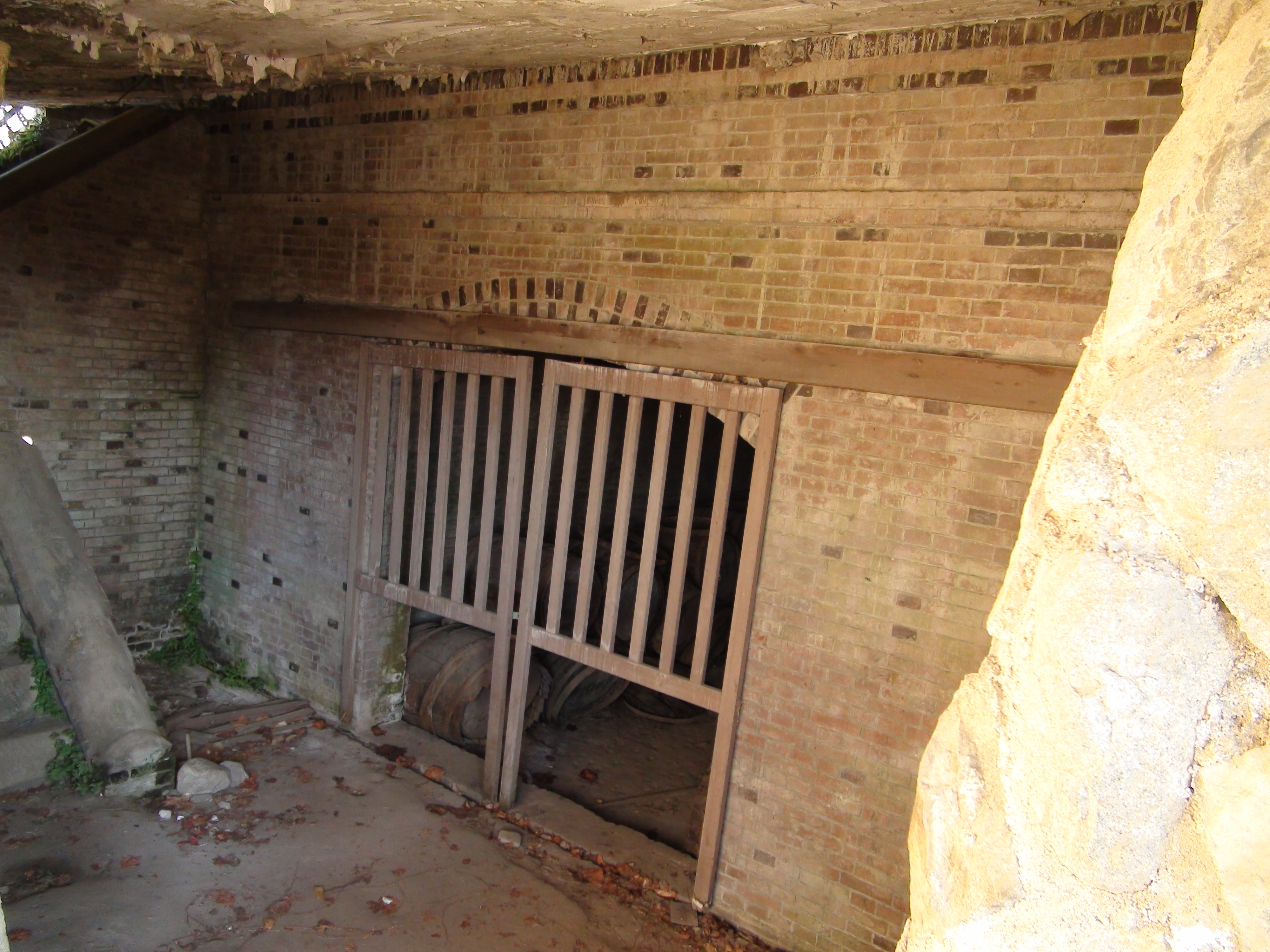
出入口から見た前室と主室（右奥）
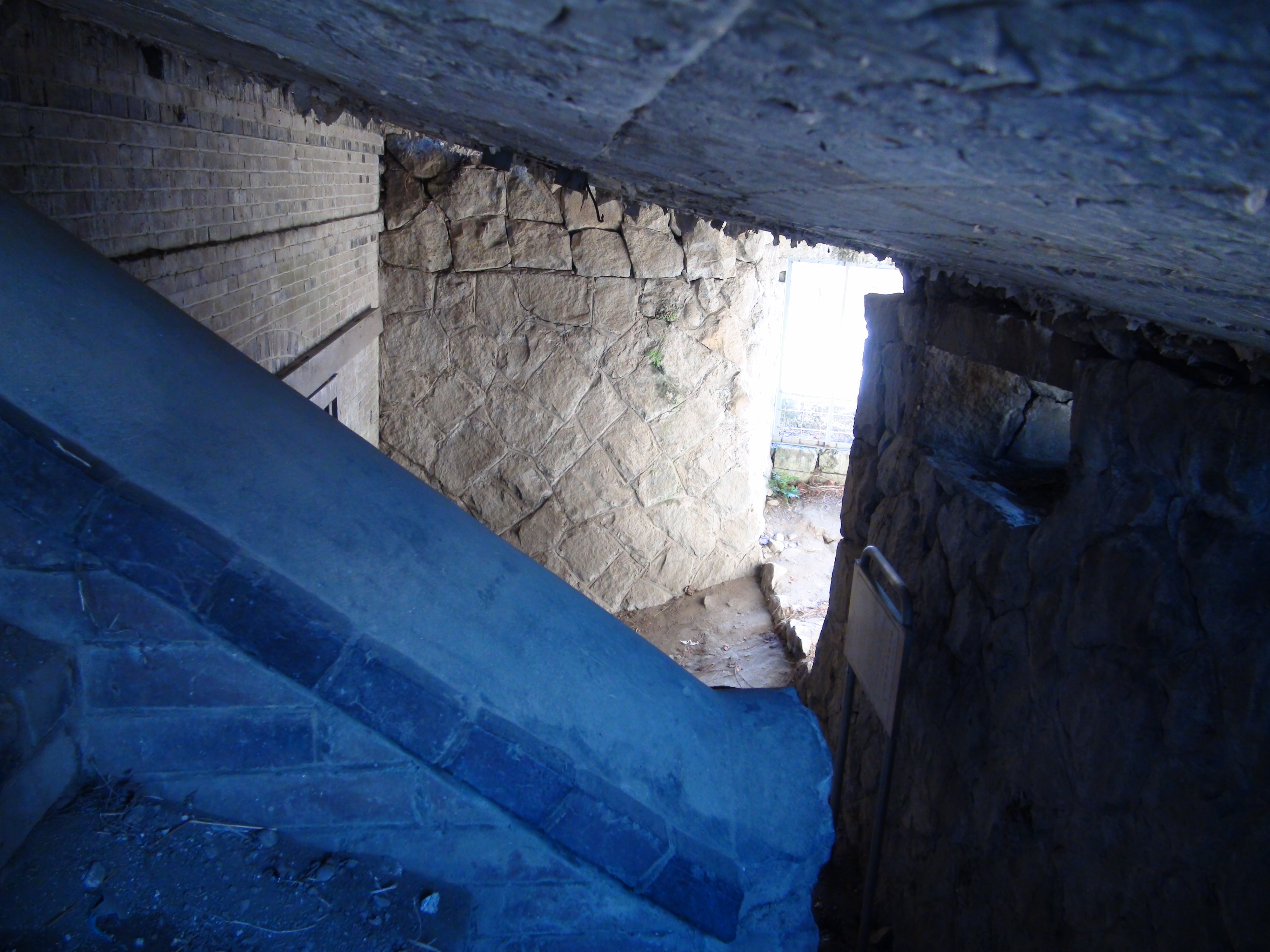
東側の小窓から見た前室（手前が螺旋階段）
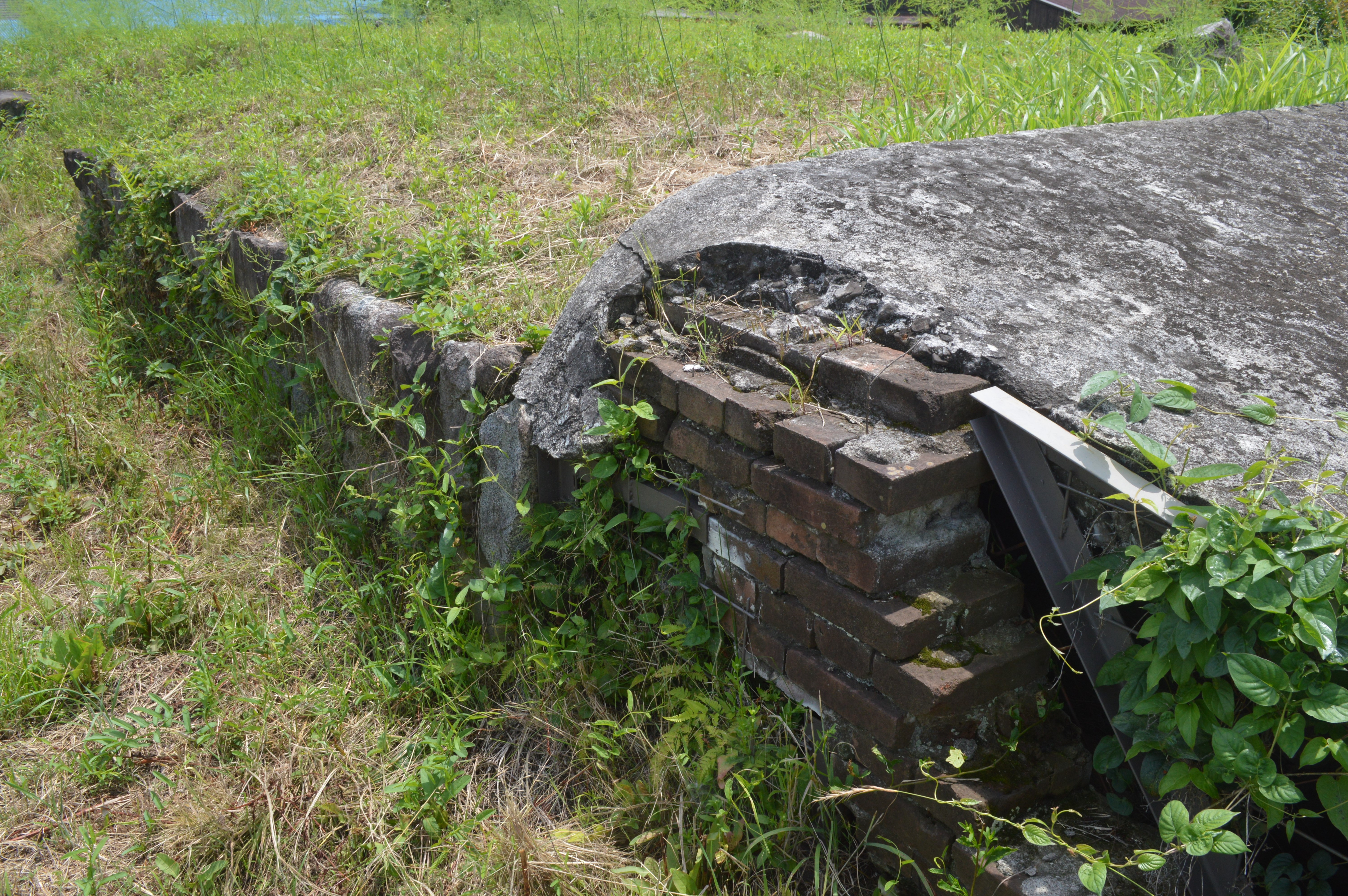
煉瓦が露出した部分

## 特色
甲府盆地最東部の日川左岸、標高約380メートルに位置する。
2013年（平成25年）時点で、入口が施錠されていて中には入れない。かつぬまぶどう祭りやワインツーリズムの日には、ミニツアーに参加すると中に入れる。
明治時代、煉瓦は最先端技術。もともとは鉄道トンネル（大日影トンネル、深沢トンネル）の建設で大量の煉瓦が必要となったため、牛奥に煉瓦工場を建設した。その煉瓦を利用して建設したものがいくつか現存している（宮光園の煙突、旧田中銀行博物館の蔵など）が、この龍憲セラーもその1つ。
なお、深沢トンネルをワインカーブにしようと考えたきっかけは、この龍憲セラーだったという。煉瓦の地下式ワンセラーがあるのなら、煉瓦のトンネルはワンセラーにできるという発想だった。